# Geranium niveum
Espèce
Geranium niveum est une espèce de plantes herbacées de la famille des Geraniaceae.
C'est une herbe médicinale utilisée couramment par les indiens Tarahumara du Mexique.
La propélargonidine géranine A (épiafzéléchine-(4β→8, 2β→O→7)-afzéléchine) et la géranine B (épicatéchine-(4β→8, 2β→O→7)-afzéléchine), la mahuannine B, la reynoutrine, l'hypérine, le gallate de méthyle et l'acide 3-béta-cafféoyl-12-oléanen-28-oïque peuvent être isolés de G. niveum.